# Ghodaghodi Tal
Ghodaghodi Tal es un largo y estrecho lago de meandro rodeado por bosques caducos en las laderas bajas de la cordillera de Siwalik, paralela al Himalaya, en el distrito de Kailali, zona de Seti, al oeste de Nepal, a 205 m de altitud. El entorno de lago es un área de conservación y un sitio Ramsar que engloba 14 lagos y lagunas asociadas, y alguna corriente separada por montículos.

## Características
El sitio Ramsar cubre 25,63 km², que incluyen 14 lagos y lagunas rodeados de bosques con una rica biodiversidad. La zona sirve de puente entre las llanuras de Terai y la cordillera de Siwalik. El meandro, con numerosas proyecciones laterales, posee varios tipos de humedales, con ríos y llanuras de inundación, meandros cerrados, pantanos, humedales, embalses, pozas, presas y campos de arroz, e incluye tres tipos de bosque caduco, el bosque de sal (Shorea robusta), el bosque de asna o saj (Terminalia tomentosa) y el bosque caduco mixto de ribera.

## Fauna
En este corredor entre las tierras bajas y altas de la sierra, se han registrado más de 30 mamíferos, entre ellos el tigre, la pantera nebulosa, el leopardo, el oso bezudo, el gato de la jungla, la nutria lisa y la  europea y el ciervo de Duvaucel. 
Entre la decena de reptiles, las tortugas Batagur kachuga y Batagur dhongoka,  y el cocodrilo de las marismas. 
Entre las 140 aves registradas, el buitre dorsiblanco bengalí, el buitre picofino, el marabú menor, el porrón pardo, el pato aguja asiático y el águila moteada hindú.
El lago es un lugar sagrado, consagrado a la deidad Ghodaghodi de los indígenas tharu. El loto sagrado forma parte de los rituales.